# Paradoja del valor
La paradoja del valor (o paradoja del diamante y el agua) es una paradoja dentro de la economía clásica sobre el valor económico que expresa que, aunque el agua es más útil que los diamantes, estos tienen un precio más alto en el mercado. El economista clásico Adam Smith menciona la paradoja en La riqueza de las naciones, la cual intenta resolver con su teoría del valor-trabajo. Smith menciona de este modo la paradoja:

Nothing is more useful than water; but it will purchase scarce anything; scarce anything can be had in exchange for it. A diamond, on the contrary, has scarce any value in use; but a very great quantity of other goods may frequently be had in exchange for it.

En español textualmente:

Nada es más útil que el agua; pero esta no comprará gran cosa; nada de valor puede ser intercambiado por ella. Un diamante, por el contrario, tiene escaso valor de uso; pero una gran cantidad de otros bienes pueden ser frecuentemente intercambiados por éste.

Smith no fue el primero en notar la paradoja. Platón, Nicolás Copérnico, John Locke, John Law y otros habían intentado explicar la disparidad en el valor entre el agua y los diamantes. La teoría clásica del valor-trabajo responde a la paradoja mediante la distinción entre valor de uso y valor de cambio. La teoría de la utilidad marginal, que pretendió resolver tal paradoja, provocó el nacimiento de la economía neoclásica y defiende que no es la demanda de un bien lo que determina su precio, sino su utilidad marginal.

## Solución según la teoría clásica del valor-trabajo
En un pasaje de La riqueza de las naciones del economista clásico Adam Smith, analiza los conceptos de valor de uso y valor de cambio (que se remontan los tiempos de Aristóteles), y se da cuenta de cómo tienden a diferir:

Ahora procederé a examinar cuáles son las reglas que los hombres observan naturalmente al intercambiarlos [bienes] por dinero o entre sí. Estas reglas determinan lo que se puede llamar valor relativo o de cambio de los bienes. La palabra VALOR, debe observarse, tiene dos significados diferentes, y algunas veces expresa la utilidad de algún objeto particular, y algunas veces el poder de comprar otros bienes que la posesión de ese objeto transmite. Uno puede llamarse "valor de uso"; el otro, "valor de cambio." Las cosas que tienen el mayor valor de uso tienen con frecuencia poco o ningún valor de cambio; por el contrario, las que tienen el mayor valor de cambio tienen frecuentemente poco o ningún valor de uso. Nada es más útil que el agua: pero apenas se compra nada, apenas se puede tener nada a cambio. Un diamante, por el contrario, apenas tiene valor de uso, pero con frecuencia se puede obtener una gran cantidad de otros bienes a cambio de él.

Además, explicó que el valor de cambio está determinado por el trabajo:

El precio real de todo, lo que realmente le cuesta al hombre que quiere adquirirlo, es el trabajo y la molestia de adquirirlo.

David Ricardo resume el análisis de Smith en Principios de economía política y tributación:

El agua y el aire son abundantemente útiles; son, en efecto, indispensables para la existencia, sin embargo, bajo las circunstancias, no se puede obtener nada a cambio de ellas. El oro, por el contrario, aunque de poca utilidad en comparación con el aire o el agua, se intercambiará por una gran cantidad de otros bienes. La utilidad, entonces, no es la medida del valor de cambio, aunque es absolutamente esencial para ello. Si una mercancía estuviera en de ninguna manera útil, es decir, si no pudiera contribuir de ninguna manera a para nuestra satisfacción, estaría desprovisto de intercambiables valor, por escaso que sea, o por cantidad de trabajo que fuere podría ser necesario para obtenerlo.

Por tanto, Smith y Ricardo negaron una relación necesaria entre precio y utilidad. Desde este punto de vista, el precio estaba relacionado con un factor de producción (a saber, el trabajo) y no con el punto de vista del consumidor. Solo en casos excepcionales el valor está determinado por la escasez como en "estatuas y cuadros raros, libros escasos y monedas, vinos de una calidad peculiar".

## Solución según la teoría marxista del valor-trabajo
Según la teoría del valor-trabajo sintetizada por Karl Marx, la magnitud del valor de una mercancía es el trabajo socialmente necesario para su producción, que no está determinado en lo absoluto por el valor de uso, valor ligado al uso concreto que se da posteriormente a esa mercancía.  Por tanto, el valor del agua es usualmente menor que el de un diamante porque el trabajo socialmente necesario para conseguir un diamante es mayor que el necesario para proveerse de agua, y ello es independiente de que el agua sea usada para satisfacer una función vital y el diamante no. Está claro que en situaciones de escasez el valor es mayor porque las condiciones de escasez implican un aumento del trabajo socialmente necesario para adquirir o producir una mercancía; así precisamente la escasez de los diamantes implica mucho más trabajo para conseguirlos y por eso son tan valiosos. De la misma manera eso explica que en zonas desérticas, donde se requiere más trabajo para conseguirla, el agua sea también mucho más valiosa que en zonas no desérticas.

La magnitud de valor de una mercancía se mantendría constante, por consiguiente, si también fuera constante el tiempo de trabajo requerido para su producción. Pero éste varía con todo cambio en la fuerza productiva del trabajo. La fuerza productiva del trabajo está determinada por múltiples circunstancias, entre otras por el nivel medio de destreza del obrero, el estadio de desarrollo en que se hallan la ciencia y sus aplicaciones tecnológicas, la coordinación social del proceso de producción, la escala y la eficacia de los medios de producción, las condiciones naturales. [...] La misma calidad de trabajo produce más metal en las minas ricas que en las pobres, etc. Los diamantes rara vez afloran en la corteza terrestre, y de ahí que el hallarlos insuma, término medio, mucho tiempo de trabajo. Por consiguiente, en poco volumen representan mucho trabajo. [...] Disponiendo de minas más productivas, la misma cantidad de trabajo se representaría en más diamantes, y el valor de los mismos disminuiría. Y si con poco trabajo se lograra transformar carbón en diamantes, éstos podrían llegar a valer menos que ladrillos. En términos generales: cuanto mayor sea la fuerza productiva del trabajo, tanto menor será el tiempo de trabajo requerido para la producción de un artículo, tanto menor la masa de trabajo cristalizada en él, tanto menor su valor. A la inversa, cuanto menor sea la fuerza productiva del trabajo, tanto mayor será el tiempo de trabajo necesario para la producción de un artículo, tanto mayor su valor. Por ende, la magnitud de valor de una mercancía varía en razón directa a la cantidad de trabajo efectivizado en ella e inversa a la fuerza productiva de ese trabajo.
K. Marx El capital, Libro primero, Volumen I, Sección I, Cap. I, Mercancía y dinero.

Esta observación de Marx parece ajustarse al valor de los diamantes sintéticos, los cuales requieren menos trabajo en su producción que los naturales. Cuesta "alrededor de 23,000$ por un anillo con halo de diamantes naturales de 2 quilates" mientras que "la versión cultivada en laboratorio del mismo anillo podría costar $ 6,000", a pesar de ser "visual, química y físicamente iguales".
Desde el punto de vista de Marx, la paradoja del valor, o paradoja del agua y el diamante, es sólo un ejemplo del error teórico en que incurrían los economistas clásicos como Smith al confundir y mezclar el valor con el valor de uso y un ejemplo del fetichismo de la mercancía en que incurren estos economistas al intentar deducir de la naturaleza el valor.

Hasta qué punto una parte de los economistas se deja encandilar por el fetichismo adherido al mundo de las mercancías, o por la apariencia objetiva de las determinaciones sociales del trabajo, nos lo muestra, entre otras cosas, la tediosa e insulsa controversia en torno al papel que desempeñaría la naturaleza en la formación del valor de cambio. Como el valor de cambio es determinada manera social de expresar el trabajo empleado en una cosa, no puede contener más materia natural que, por ejemplo, el curso cambiario.
K. Marx El capital, Libro primero, Volumen I, Sección I, Cap. I, Mercancía y dinero.

## Solución neoclásica según la teoría subjetiva del valor
La teoría subjetiva del valor sugiere que el valor de un bien no tiene que ver con las propiedades del bien, mas sí con las actitudes de las personas hacia el bien. Por ejemplo, aunque el agua es una necesidad, las personas no querrán un suministro particular de agua cuando existen fuentes alternativas suficientes. Cuando existen pocas fuentes, como en el desierto, el valor de una cantidad particular de agua aumenta.
Dan, por ejemplo, la situación de un hombre perdido en un desierto con un saco de diamantes. Si al borde de la muerte encuentra a otro hombre con un jarro de agua, gustoso cambiaría cualquier cantidad de diamantes por el agua. De aquí defienden que el valor económico de un bien depende de las circunstancias y no puramente de las propiedades intrínsecas del propio artículo. Esto sugiere que la escasez sea la clave para valorar. Intuitivamente, el agua tiene menos valor que los diamantes porque es muy disponible. En caso extremo, notan que el aire es aún más necesario que el agua, si bien el aire no es considerado un bien económico, porque está libremente disponible a todos, excepto a los buzos y montañeses, que compran los tanques de aire.Alrededor de 1870, William Stanley Jevons en Inglaterra, Carl Menger en Austria y Léon Walras en Suiza tomaron este razonamiento más allá, inventando el concepto de utilidad marginal, que determina el valor de un bien en función del uso menos productivo.

El hecho de que un diamante se haya encontrado accidentalmente o se haya obtenido de un pozo de diamantes con el empleo de mil días de trabajo es completamente irrelevante para su valor. En general, nadie en la vida práctica pregunta por la historia del origen de un bien para estimar su valor, sino que considera únicamente los servicios que el bien le prestará y a los que tendría que renunciar si no lo tuviera a su disposición.[cita requerida]
Carl Menger

El agua, por ejemplo, puede describirse a grandes rasgos como la más útil de todas las sustancias. Un cuarto de agua al día tiene la gran utilidad de salvar a una persona de morir de la manera más angustiosa. Varios galones al día pueden resultar de gran utilidad para fines tales como cocinar y lavar; pero una vez asegurado un suministro adecuado para estos usos, cualquier cantidad adicional es relativamente indiferente. Todo lo que podemos decir, entonces, es que el agua, hasta cierta cantidad, es indispensable; que otras cantidades tendrán diversos grados de utilidad; pero que más allá de cierta cantidad la utilidad. desciende gradualmente hasta cero; incluso puede volverse negativo, es decir, un suministro adicional de la misma sustancia puede resultar inconveniente y perjudicial. Exactamente las mismas consideraciones se aplican más o menos claramente a cualquier otro artículo.
William Stanley Jevons

### Utilidad marginal

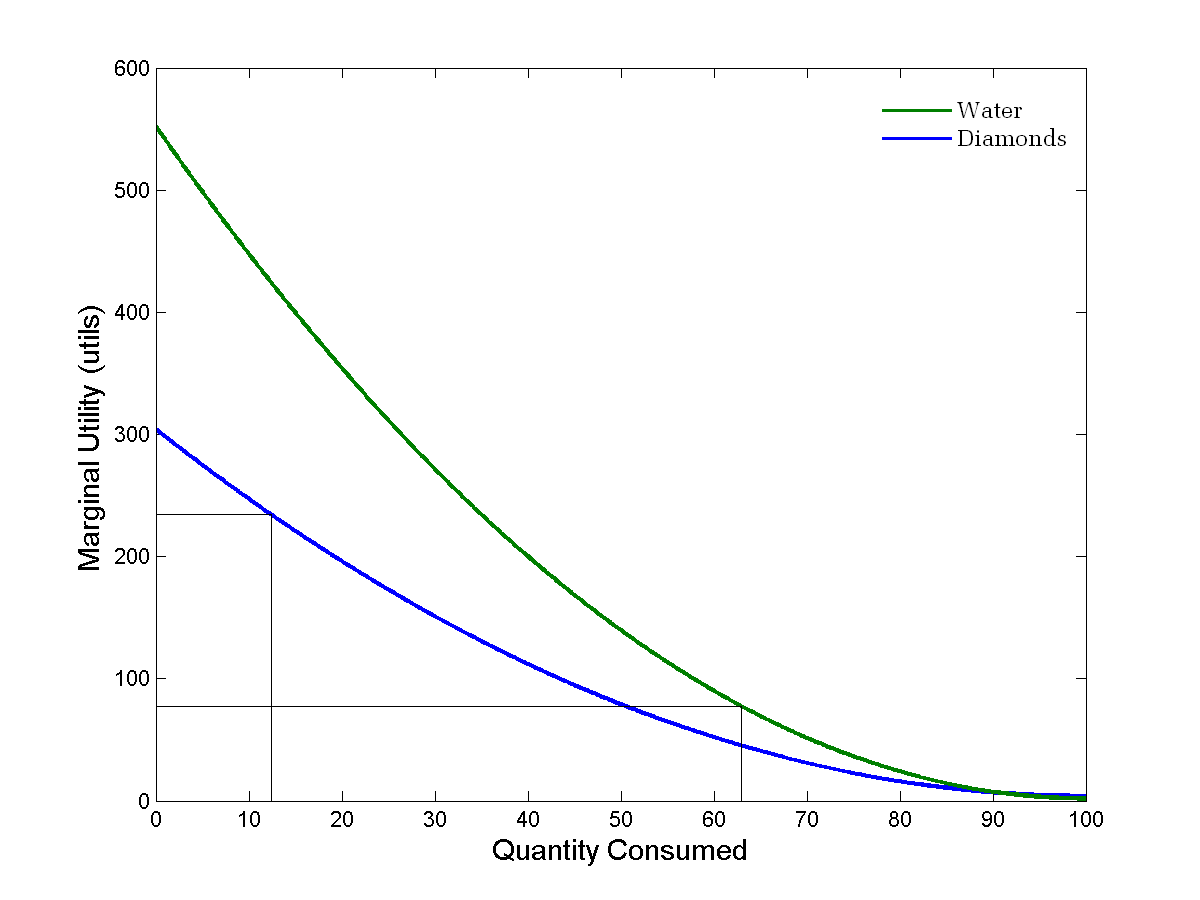
A bajos niveles de consumo el agua tiene una utilidad marginal mucha más alta que los diamantes y así es más valioso. Las personas normalmente consumen el agua a niveles muchos más altos que ellos hacen de los diamantes y así la utilidad marginal y el precio del agua son más bajos que el de los diamantes.

La teoría de la utilidad marginal dice que el valor de un bien no está determinado por cuánto trabajo se ejerció en su producción, como en la teoría del valor trabajo, ni en la utilidad total. Más bien, su precio es determinado por su utilidad marginal. Ésta es el uso menos importante del bien para la persona.
El razonamiento es: si alguien posee un bien, lo usará para satisfacer alguna necesidad o deseo. ¿Cuál? La que tenga más prioridad. Eugen von Böhm-Bawerk ilustró esto con el ejemplo de un granjero que tiene cinco sacos de grano. Con el primero, hará pan para sobrevivir. Con el segundo, hará más pan, suficiente para trabajar. Con el próximo, alimentará a sus animales de la granja. El próximo se usará para hacer el whisky, y el último lo dará a las palomas. Si roban una de esas bolsas, él no reducirá cada una de sus actividades en un quinto; en cambio él dejará de alimentar a las palomas. Así el valor de una bolsa de grano es igual a la satisfacción que él recibe de alimentar las palomas. Si él vende esa bolsa y olvida las palomas, el uso menos prioritario del grano restante es hacer el whisky, y así el valor de una bolsa más de grano es el valor de su whisky. Solo si pierde cuatro bolsas de grano comenzará a comer menos; ese es el uso más productivo del grano. La última bolsa valdría su vida.
La productividad del uso menos productivo de un bien es su utilidad marginal. Como indica el ejemplo, la utilidad marginal decrece al incrementar su disponibilidad (y viceversa). Así la utilidad marginal explica claramente por qué la última botella de agua en el desierto es tan valiosa (y por consiguiente, bajo tales circunstancias, usted daría gustoso un diamante por una botella de agua), mientras comúnmente una botella de agua cuesta muy poco. Debe recalcarse que ésta es una teoría subjetiva del valor: los diamantes son valiosos porque la utilidad marginal de un diamante como ornamento es muy alta, pero eso es tan solo porque las personas consideran la ornamentación importante. Si todos fuéramos amish —que no aprueban estos adornos— la utilidad marginal de los diamantes caería. Esto da cuenta del valor estético de los diamantes; sin embargo, no explicaría por qué son más valiosos que diamantes sintéticos o de imitación.

### Crítica desde el "valor objetivo"
Aquellos economistas que aún sostienen puntos de vista objetivistas del valor, actualmente un punto de vista casi extinto, es que el concepto de utilidad marginal ignora el hecho de que los artículos tienen algunas propiedades inherentes que lo hacen útil. El hecho de que el granjero ha escogido guardar grano y no grava, es porque el grano tiene la propiedad de ser comestible, una propiedad que la grava no tiene. La réplica a este tipo de crítica es que la «comestibilidad» de la grava no depende de ella, sino del sujeto capaz de digerirla.

Otra crítica es que las transacciones microeconómicas entre dos personas no se refleja a escala macroeconómica, donde los precios aún pueden seguir ciertas leyes económicas independientes y así las valoraciones no pueden ser arbitrarias. Según el economista soviético G.A. Kozlov:
[L]os autores de esta teoría entendían no la propiedad objetiva de las mercancías para satisfacer alguna necesidad social particular en las condiciones reales de la producción de mercancías, sino su evaluación psicológica subjetiva por parte de las personas en las circunstancias inusuales en las que poseían un cierto stock de algunos bienes materiales y no podían reproducirlos libremente o intercambiarlos por otros bienes. La teoría subjetiva del valor ignora el carácter social de la producción, niega la existencia de leyes económicas objetivas y describe a cada productor de bienes materiales como un hombre que vive completamente aislado de la sociedad.
George Bernard Shaw critica la utilidad marginal de Jevons que la utilidad no está directamente relacionada con el precio. Tomando el ejemplo de un hombre hambriento, "la utilidad de la carne de res es muy alta" pero a medida que se sacia y no puede comer más le resulta inútil. Pero " la ley de la indiferencia, que establece que no puede haber dos precios para productos similares al mismo tiempo en un mercado, el último bocado de carne cuesta tanto como el primero". Luego la carne valdrá en el mercado lo mismo tanto para una persona hambrienta que una saciada. "El valor no ha variado en absoluto, mientras que la utilidad directa ha variado de infinito a cero". De la misma forma, un carnicero no podrá vender la carne por un valor superior a su coste de producción por muy hambriento que esté. Pero si "el trabajo necesario para producir la carne se reduce a la mitad o se duplica, ni la masa ni el grado final de utilidad de la carne se alterarán ni un ápice; y, sin embargo, el valor se reducirá a la mitad o se duplicará".
Evidentemente, entonces, la utilidad no determina el valor. La utilidad del agua para un hombre sediento es exactamente la misma en Aldgate Pump que en medio del Sáhara; sin embargo, en Aldgate no dará nada por un galón, mientras que en el Sáhara puede dar todo lo que posee por un dedal. Incluso en el último caso extremo, en el que un monopolista exige un soborno escandaloso por una parte de los medios de subsistencia, el precio del agua variaría sin la menor consideración por su utilidad.